# 保卡斯區
保卡斯區（西班牙語：Distrito de Paucas），是秘魯的一個區，位於該國北部安卡什大區的瓦里省，始建於1955年5月10日，面積135.31平方公里，海拔高度3,421米，2005年人口2,214，人口密度為每平方公里16人。